# Reator biológico
Um reator biológico ou biorreator corresponde a um volume onde decorrem reações biológicas, são muito utilizados na biotecnologia, comumente para a produção de: vacinas, hidrogênio, vinagre, hormônios, bebidas alcoólicas, alimentos fermentados, remédios e muitos outros produtos.

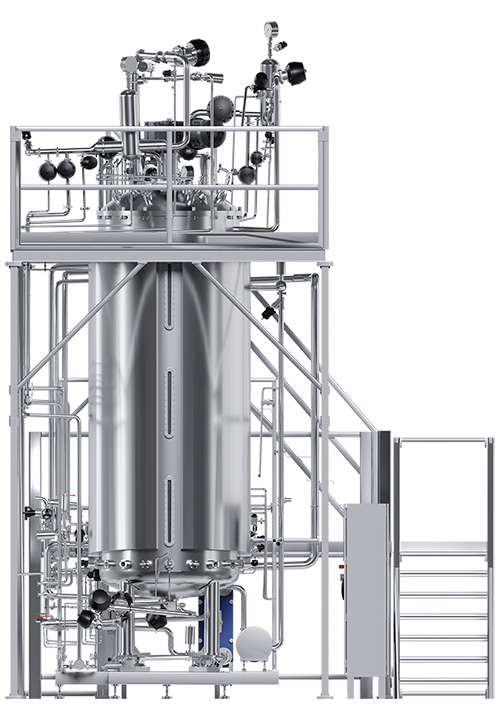
Bioreactor em aço inoxidável para instalações de produção

## Tipos de Biorreatores
Existem diversos tipos e classificações para biorreatores, para cada processo há a necessidade de escolher diversos parâmetros e a combinação destes leva a escolha das características do biorreator. 
Algumas subdivisões de tipos de biorreatores e suas características são apresentadas a seguir, ressalta-se que o modelo escolhido para cada processo pode vir a ser uma combinação de vários deles:

### Presença de oxigênio
De acordo com a presença de oxigênio, um biorreator pode ser classificado como:
- Aeróbio - quando as reações biológicas decorrem na presença de oxigênio livre ({\displaystyle O_{2}});
- Anóxico - quando as reações biológicas decorrem somente na presença de oxigênio combinado (e.g.: {\displaystyle NO_{3}}). As bactérias aeróbias têm de romper as ligações do oxigênio com outros elementos para se oxigenar;
- Anaeróbio - quando as reações biológicas decorrem na ausência total de oxigênio. Estas reações biológicas são promovias por bactérias anaeróbias estritas ou bactérias anaeróbias facultativas.

### Modo de funcionamento
- Batelada
- Batelada alimentada
- Contínuo

### Sistema de agitação
- Tanque Agitado
- Fluxo Pistonado
- Escoamento em vórtices de Taylor[3]
- Gotejamento
- Pneumático
- Tipo Wave

### Modelo
- Digestor anaeróbio de fluxo ascendente
- Estado Sólido
- Fibra Oca
- Fotobiorreator
- Leito Fixo
- Leito Fluidizado

## Modelos Hidráulicos
Os reatores biológicos obedecem a diferentes modelos hidráulicos:
- Modelo de fluxo Pistão - A difusão lateral e a mistura podem ser nulos, isto é, uma dada massa do liquido passa através do reator sem que ocorram processos de mistura no seu percurso[4].
- Modelo de Mistura completa - O conteúdo do reator é homogêneo e igual concentração do efluente[4].
- Modelo de escoamento disperso - Modelo que tem um comportamento misto entre o de fluxo pistão e mistura completa.
- Batch - Modelo em que o afluente permanece no reator em estágio durante algum tempo e depois é descarregado.

### Modelo de Fluxo Pistão
{\displaystyle S_{e}=S_{a}\cdot e^{-k\cdot t}}
Onde,
- {\displaystyle S_{a}} - concentração de substrato à entrada do reator, {\displaystyle {\frac {mg}{L}}};
- {\displaystyle S_{e}} - concentração de substrato à saída da lagoa, {\displaystyle {\frac {mg}{L}}};
- t - tempo de retenção hidráulica;

### Modelo de Mistura Completa
{\displaystyle S_{e}={\frac {S_{a}}{1+k\cdot t}}}
Para o caso de reatores em série :
{\displaystyle S_{e}={\frac {S_{a}}{\left(1+k\cdot t\right)^{n}}}}
Onde,
- n - número de reatores iguais em serie;
- t - tempo de retenção hidráulico por reator.

### Modelo de Escoamento Disperso
{\displaystyle S_{e}=S_{a}\cdot \left({\frac {4\cdot a\cdot e^{\frac {1}{2\cdot d}}}{\left(1+a\right)^{2}\cdot e^{\frac {a}{2\cdot d}}-\left(1-a\right)^{2}\cdot e^{-{\frac {a}{2\cdot d}}}}}\right)}
{\displaystyle a={\sqrt {1+4\cdot k\cdot t\cdot d}}}
{\displaystyle d={\frac {D}{U\cdot L}}}
Onde,
- n - número de reatores iguais em serie;
- t - tempo de retenção hidráulico por reator;

Valores típicos de {\displaystyle {\frac {D}{U\cdot L}}} para diversas unidades de tratamento águas residuais :
- Tanque de sedimentação - {\displaystyle {\frac {D}{U\cdot L}}} = 0,2-2,0
- Tanques de arejamento de lamas ativadas :
  - Longo (plug flow) - {\displaystyle {\frac {D}{U\cdot L}}} = 0,1-1,0.
  - mistura completa - {\displaystyle {\frac {D}{U\cdot L}}} = 3,0-4,0$ e superior.

Lagoas:
- Tanques em série e tanques longos - {\displaystyle {\frac {D}{U\cdot L}}} = 0,1-1,0.
- Tanques simples - {\displaystyle {\frac {D}{U\cdot L}}} = 3,0-4,0 e superior.

Lagoas arejadas:
- Retangulares - {\displaystyle {\frac {D}{U\cdot L}}} = 0,2-1,0.
- Quadradas - {\displaystyle {\frac {D}{U\cdot L}}} = 3,0-4,0 e superior.
- Valas de Oxidação - {\displaystyle {\frac {D}{U\cdot L}}} = 3,0-4,0 e superior.

Critério empírico para estimar o valor do coeficiente de dispersão D:
Para lagoas e tanques com largura superior a 30 m :
- Com separadores, {\displaystyle D=33\cdot L}
- Sem separadores, {\displaystyle D=16,7\cdot L}

Para lagoas e tanques com largura inferior a 10 m :
- Com separadores, {\displaystyle D=11\cdot L^{2}}
- Sem separadores, {\displaystyle D=2\cdot L^{2}}

onde,
- D - Coeficiente de dispersão{\displaystyle \left({\frac {m^{2}}{h}}\right)}
- L - largura, (m)